# イリュージョニスト (2010年の映画)
『イリュージョニスト』（仏題: L'Illusionniste, 英題: The Illusionist）は、シルヴァン・ショメ監督による2010年のアニメーション映画である。ジャック・タチ監督が生前に執筆した脚本を、ショメ監督が脚色した。

## ストーリー
1950年代のヨーロッパ。旅から旅の生活をしながら各地の劇場等で興行する時代遅れの奇術師、タチシェフは、あるときスコットランドの離島にある小さな村の酒場で興行を行う。電気さえほとんど通らない田舎町であったため、時代遅れのタチシェフの手品でも村人からは歓迎される。酒場で働いていた少女、アリスはタチシェフのことを本物の魔法使いだと信じ、島を離れるタチシェフの後をこっそり追い、エディンバラまでついていく。
タチシェフは思わぬ押し掛け家出人の存在に驚きながらも、アリスを追い払わず、エディンバラの安宿に当面の居を定めて同居生活を始める。故郷に残してきた娘の面影をアリスに重ねるタチシェフは、アリスに求められるまま衣服や靴を買い与え、その費用を稼ぐため、劇場での興行の傍ら慣れないアルバイトにも精を出す。
やがて、田舎娘だったアリスがレディに成長していく一方、安宿の仲間だった腹話術師や軽業師は徐々に去っていき、タチシェフもまた、姿を消すべきときが来たことを知るのだった。

## 公開
2010年のベルリン国際映画祭で初上映された。フランスとイギリスではパテの配給により同年内に公開された。日本ではクロックワークスと三鷹の森ジブリ美術館の配給により2011年に公開された。

## 受賞・ノミネート
| 映画祭・賞                           | 部門                                   | 候補               | 結果       |
| ------------------------------------ | -------------------------------------- | ------------------ | ---------- |
| アニー賞                             | 長編アニメ映画賞                       | シルヴァン・ショメ | ノミネート |
| アニー賞                             | アニメ映画・キャラクターデザイン賞     | シルヴァン・ショメ | ノミネート |
| アニー賞                             | アニメ映画監督賞                       | シルヴァン・ショメ | ノミネート |
| アニー賞                             | アニメ映画音楽賞                       | シルヴァン・ショメ | ノミネート |
| アニー賞                             | アニメ映画脚本賞                       | シルヴァン・ショメ | ノミネート |
| アカデミー賞                         | 長編アニメ映画賞                       | シルヴァン・ショメ | ノミネート |
| 英国インディペンデント映画賞         | 技術貢献賞 （アニメーション）          | シルヴァン・ショメ | ノミネート |
| ニューヨーク映画批評家協会賞         | アニメ映画賞                           |                    | 受賞       |
| ロサンゼルス映画批評家協会賞         | アニメ映画賞                           |                    | 次点       |
| ゴールデングローブ賞                 | アニメ映画賞                           |                    | ノミネート |
| ヨーロッパ映画賞                     | アニメ映画賞                           | シルヴァン・ショメ | 受賞       |
| クリティクス・チョイス・アワード     | アニメ映画賞                           |                    | ノミネート |
| サテライト賞                         | アニメーション・ミックスメディア映画賞 |                    | ノミネート |
| ナショナル・ボード・オブ・レビュー賞 | スポットライト賞                       |                    | 受賞       |
| サンディエゴ映画批評家協会賞         | アニメ映画賞                           |                    | ノミネート |
| ラスベガス映画批評家協会賞           | アニメ映画賞                           |                    | ノミネート |